# Rio Ocoee
O Rio Toccoa (ou Rio Ocoee) é um rio que corre pelas montanhas Apalaches da região sudeste dos Estados Unidos. É um tributário do rio Hiawassee e esses confluem-se no Condado de Polk, Tennessee, perto da cidade de Benton. 
O rio chama-se Toccoa no estado de Georgia, no entanto quando chega às cidade-gémeas de McCaysville, Georgia e Copperhill, Tennessee, passa-se a chamar de Ocoee. O nome Ocoee e Toccoa vem do nome Cherokee para flor-da-paixão e beleza, respectivamente.
O corpo d'água é conhecido pelas suas águas branca que atrai entusiastas de rafting e esqui aquático. A parte norte do Occoe fui palco do campeonato dos Jogos Olímpicos de Verão de 1996.